# قصر نورتاينده
قصر نورتاينده ((بالهولندية: Paleis Noordeinde)‏[paːˈlɛis noːrtˈɛində]) هو أحد القصور الرسمية الثلاث لعائلة أوراني - ناساو. يقع بلاهاي في مقاطعة جنوب هولندا. ومنذ عام 2013 يستخدم كقصر عمل الملك فيليم ألكساندر.

## من مزرعة إلى قصر
نشأ القصر بوصفه مزرعة في القرون الوسطى، والتي تحولت إلى سكن واسع على يد وكيل جمهورية هولندا، Willem van de Goudt في 1533. ولا تزال ترى أقبية المزرعة الأصلية في الطابق السفلي للقصر.
ومن عام 1566إلى 1591، تملك القصر مالك آخر. بعد ذلك تم تأجيره، وفي 1595 اشترته جمهورية هولندا لLouise de Coligny، أرملة ويليام الصامت، وابنها الأمير فريدريك هندريك فان اورانيه. تقديراً لخدمة وليام للأمة، وقدمت الجمهورية المبنى لعائلته في عام 1609.
وقام فريدريك هندريك بتوسيع المنزل الذي كان يعرف باسم Oude hof (الساحة القديمة). بدأ بشراء قطع الأراضي المحيطة بالقصر. وكان المهندسون بيتر بوست وياكوب فان كامبن، اللذان بنيا قصر منزل تن بوس في عام 1645، من بين المشاركين في التعديلات. وتضمنت التعديلات إطالة المبنى الرئيسي وإضافة أجنحة على الجانبين، وبالتالي خلق الشكل المعماري الذي يشبه حرف H الذي نراه اليوم.
بعد وفاة فريدريك هندريك في 1647، قضت أرملته أماليا من زولمس-براونفلز الكثير من وقتها في الآودا هوف. وظل القصر فارغاً بعد وفاتها في عام 1675 لسنوات عديدة. وبعد وفاة أمين المدينة (Stadhouder) الملك ويليام الثالث في 1702 انتقل القصر إلى الملك فريدريك الأول ملك بروسيا، وهو حفيد فريدريك هندريك.
وفي عام 1740 سكن فولتير في إحدى الغرف به أثناء مفاوضاته مع الناشر الهولندي يان فان دورين عن كتاب معاداة ماكيافيللي. وفي عام 1754 باع الملك فريدريك العظيم من بروسيا حيازات أرضه في هولندا إلى أمين المدينة فيليم الخامس أمير أورانيا.
انتقل ابن حاكم المدينة وليام الخامس، الذي سيصبح فيما بعد الملك فيلم الأول إلى الإقامة في آودا هوف في 1792. ولكن عندما غزت فرنسا هولندا في عام 1795 خلال حروب الثورة الفرنسية اضطر هو وعائلته إلى الفرار إلى إنجلترا. وأصبح الآودا هوف ملكاً للجمهورية الباتافية، وبالتالي ملكاً للدولة، وهي الحالة التي بقي عليها لليوم، ولذا فإن حدائق القصر مفتوحة للجمهور.

## القصر الملكي

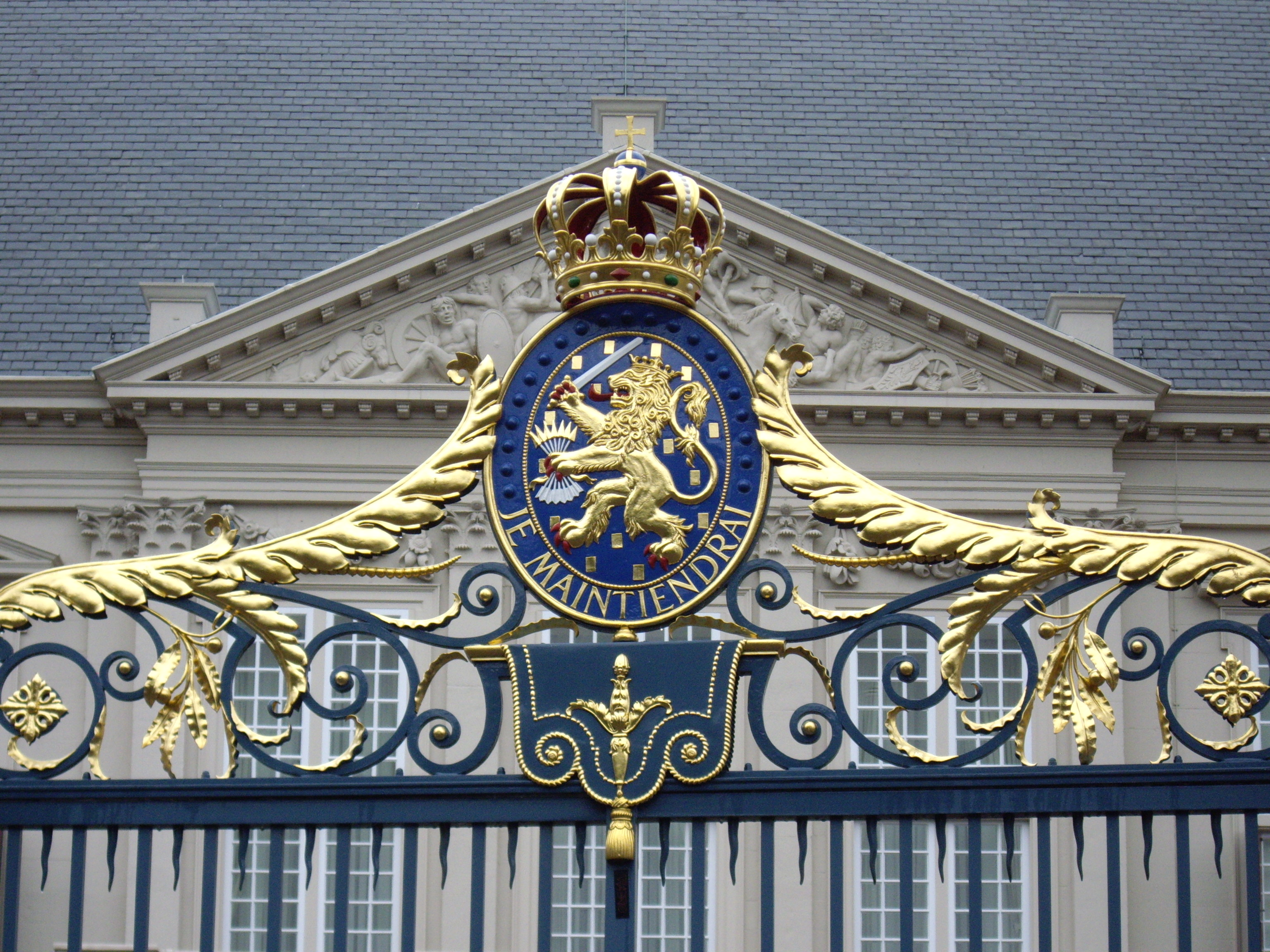
الشعار الملكي على بوابة قصر نورتاينده بلاهاي

في عام 1813 بعد سقوط نابليون الأول عاد الأمير فيليم إلى هولندا، وتم تنصيبه أميراً سيادياً.
وقد نص الدستور وقتها بأن على الدولة أن توفر منزلاً للصيف ومنزلاً في فصل الشتاء لصاحب السيادة. في البداية كانت هناك خطط لبناء مساكن جديدة في فصل الشتاء، ولكن في النهاية تقرر إجراء تعديلات واسعة للآودا هوف.
وانتقل الملك فيليم الأول إلى قصر نورتاينده في عام 1817، وظل هناك حتى تنازله عن العرش في عام 1840. ولم يقم خليفته الملك فيلم الثاني هناك إطلاقاً، بينما استخدم الملك فيليم الثالث نورتاينده مثل جده كمنزل في فصل الشتاء، على الرغم من أنه كان يفضل أن يعيش في مقره الصيفي وهو قصر هيت لو في آبلدورن. وفي عام 1876 بنى الاسطبلات الملكية في الحدائق خلف قصر نورتاينده .
وحتى بعد أن تزوج الملك فيليم الثالث الملكة إيما واصلت العائلة المالكة استخدام نورتاينده كمنزل الشتاء. وقد ولدت ابنتهما الأميرة فيلهيلمينا هناك في عام 1880، وقضت الملكة إيما وابنتها الشتاء في نورتاينده بعد وفاة الملك في عام 1890. وفي عام 1895 بنت الملكة أماكن للمحفوظات الملكية.

## القصر الحديث

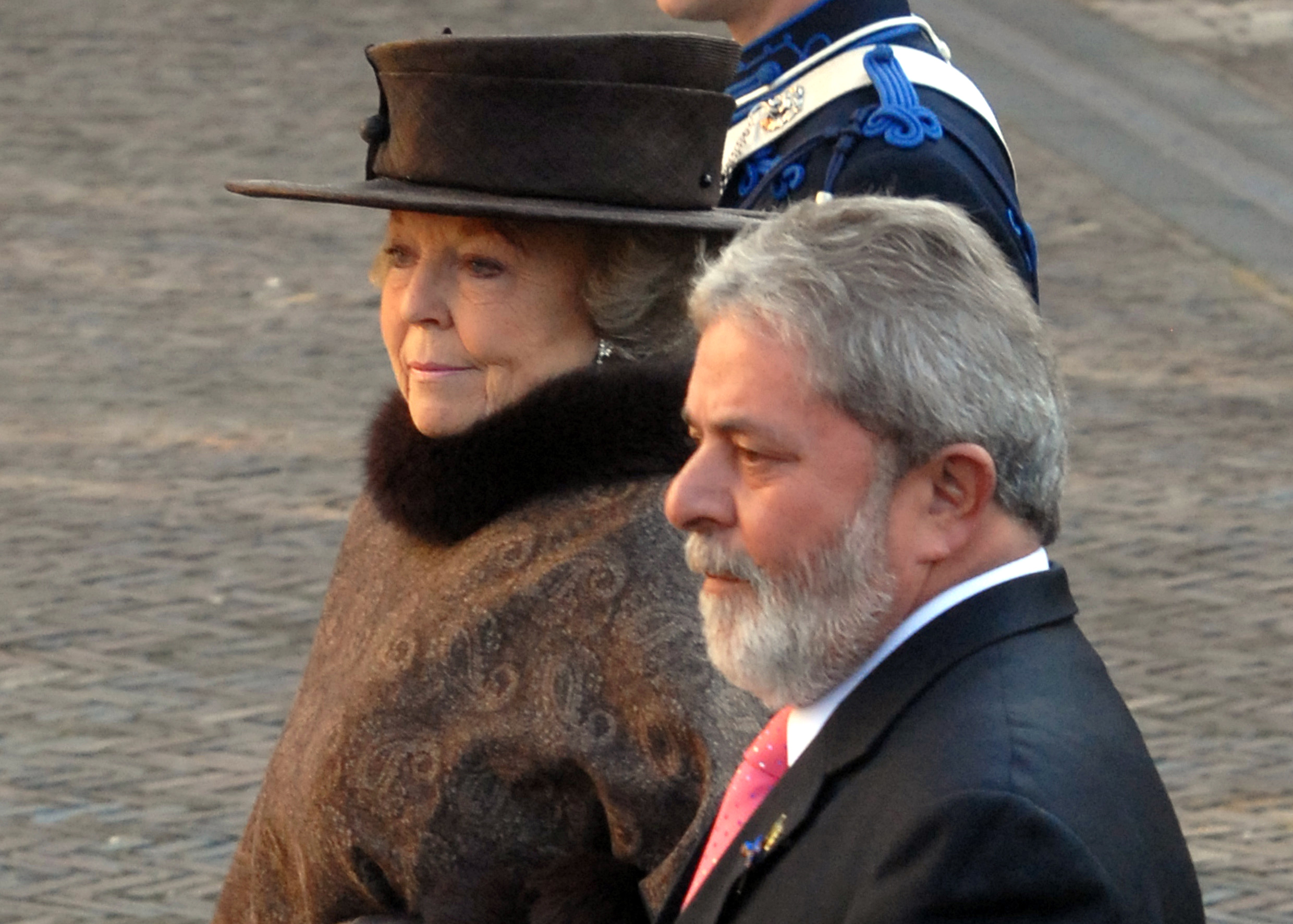
الملكة بياتريكس ورئيس البرازيل لويس إيناسيو لولا دا سيلفا في قصر نورتاينده أثناء زيارته هولندا

في عام 1901 انتقلت الملكة إيما إلى قصر لانجه فوهاوت، الذي هو اليوم متحف آشر، في حين بقيت الملكة فيلهلمينا وزوجها الأمير هندريك في قصر نورتاينده.
وحتى الغزو الألماني في عام 1940 واصلت الملكة فيلهلمينا استخدام القصر. وبعد الحرب تم استخدام القصر مرة أخرى كسكن للملكة في الشتاء.
في عام 1948 تم تدمير الجزء الأوسط من القصر. في ذلك العام نفسه انضمت يوليانا ملكة هولندا إلى العرش. وقالت إنها تفضل قصر سوسدايك كمقراً رسمياً لها على رغم استمرار بعض أعضاء الأسرة الملكية في استخدام المكاتب في نورتاينده. بين 1952 و1976 استند معهد الدراسات الاجتماعية في الجناح الشمالي من القصر. بعد استعادة شاملة في عام 1984، وأصبح قصر العمل للعاهل الهولندي ومكتب لجميع الشؤون السياسية والفخمة.